# Krasimir Karakaczanow
Krasimir Donczew Karakaczanow, bułg. Красимир Дончев Каракачанов (ur. 29 marca 1965 w Ruse) – bułgarski polityk, długoletni przewodniczący partii Wewnętrzna Macedońska Organizacja Rewolucyjna – Bułgarski Ruch Narodowy (WMRO-BND), deputowany do Zgromadzenia Narodowego, w latach 2017–2021 wicepremier oraz minister obrony.

## Życiorys
Ukończył studia historyczne na Uniwersytecie Sofijskim im. św. Klemensa z Ochrydy. Działalność polityczną podjął w 1990, wstępując do partii WMRO-BND, nawiązującej do istniejącej przed II wojną światową Wewnętrznej Macedońskiej Organizacji Rewolucyjnej. W 1995 został współprzewodniczącym, zaś w 1997 samodzielnym przewodniczącym tego ugrupowania. W 1997 uzyskał po raz pierwszy mandat deputowanego do Zgromadzenia Narodowego 38. kadencji. Był członkiem komisji parlamentarnej ds. bezpieczeństwa narodowego. Po raz drugi został posłem w 2005, startując wówczas z listy koalicyjnego Bułgarskiego Związku Ludowego. Uczestniczył w pracach komisji ds. obrony.
W 2006 znalazł się na liście byłych tajnych współpracowników bułgarskiej służby bezpieczeństwa, opublikowanej przez ministra Rumena Petkowa. Wkrótce potem Krasimir Karakaczanow przyznał się do współpracy z bezpieką, zaznaczając, iż w jej ramach zajmował się jedynie tzw. problematyką macedońską, związaną z kwestią przyszłości Macedonii.
W 2011 kandydował na urząd prezydenta, w pierwszej turze wyborów otrzymał 0,99% głosów, zajmując 10. miejsce wśród 18 kandydatów. W 2014 powrócił do Zgromadzenia Narodowego (43. kadencji) z ramienia Frontu Patriotycznego.
W 2016 ponownie wystartował w wyborach prezydenckich, będąc kandydatem ugrupowań narodowych i nacjonalistycznych (Frontu Patriotycznego i Ataki). W pierwszej turze zajął 3. miejsce z poparciem 14,97% głosujących. W 2017 utrzymał mandat deputowanego na 44. kadencję, będąc jednym z liderów koalicji Zjednoczeni Patrioci.
W maju 2017 w koalicyjnym trzecim rządzie Bojka Borisowa otrzymał nominację na wicepremiera do spraw porządku publicznego i bezpieczeństwa oraz na ministra obrony. Funkcje te pełnił do maja 2021.
Jego partia w 2021 utraciła parlamentarną reprezentację, w 2022 Krasimir Karakaczanow ustąpił z funkcji przewodniczącego WMRO-BND. Powrócił na to stanowisko w 2024.

## Życie prywatne
Krasimir Karakaczanow jest żonaty, ma jedno dziecko.